# パチスロ常勝理論!
パチスロ常勝理論!（パチスロじょうしょうりろん）は、MONDO TVで放送されているパチスロ番組。2006年1月放送開始。隔週で新作が放送されている。

## 概要
「パチスロが大好きな方、パチスロで勝ちたいと思っている方に、パチスロで常勝するための方法をお教えする。」という主旨となっている。2009年4月より16:9のハイビジョン放送となった。2009年10月からは1時間に放送時間を拡大し、1日の立ち回りを1回で放送する形式に変更された。
番組当初は『パチスロ必勝ガイド』（白夜書房→ガイドワークス）所属のライターがホールで実戦を行い、機種、立ち回り方の解説をしていく。ただ細かい番組形式等については時期によって変遷が見られる（後述）。また2009年10月の放送時間拡大の頃より、パチスロ必勝ガイド所属以外のライターも出演するようになった。
番組収録自体は、当該店舗が大きなイベントを開催するときに行われる（＝通常営業時に比べれば若干客側が有利な状況にある）ことが多い。実戦の際は原則としてスタッフが前日閉店時のデータを収集して出演者に渡しているほか、時には出演者自ら前々日から下見を行っているときがある。それ以外は出演者は開店前の入場順抽選などを含め全て一般客と同じ条件で立ち回るため、空き台に好条件の台がない場合は空きがでるまで待つことも多い。
パチンコ・パチスロ店の広告規制が行われた事に伴い、高設定投入を謳ったイベントが開催出来なくなってしまった。そのため立ち回りも若干変化が生じ、期待の新台など解析結果が出揃っていない台を打つ事が多くなった。これは旧来から行われていた新装開店に伴う高設定投入を狙っての立ち回りでもあるが、後述する常勝三ヶ条の「台の知識をしっかりと持つ」と矛盾してしまうようになった。このあたりは実戦者が臨機応変に対応するが故のジレンマでもある、と出演者のワサビは理解を示している

## 変遷
番組のスタイルには時期により変遷が見られる。
- 番組開始から2008年9月までは、ポロリが毎回出演し、まりもとバイソン松本が1クールごとに入れ替わっていた。
- 2008年10月に新たにKONTAが加わり、ポロリとコンビを組むライターが不定期に変更されるようになった。
- 2009年9月までは、実戦は1日分収録し2回に分けて放送され、開店からの前半を「朝実戦」、閉店までの後半を「午後実戦」または「夕方実戦」としていた（スペシャルでは複数日に渡る実戦を行ったこともある）。隔週で新作が放送されるため、1日の収録で4週分の放送となっていた。
- 2009年10月からは、実戦は1日分を1回で放送するようになり、1日の収録で2週分の放送となった。またまりも・バイソン松本が降板し、新たにワサビが加入。これにより原則としてKONTAとワサビが1回ごとに交代する形となった。
- 2011年3月でKONTAが病気療養のため降板、ポロリが無期限休養。同年4月からはワサビがゲストプレイヤーを迎え実戦を行う形式に移行した。
- 2011年7月からポロリが復帰。復帰緒戦は休養中に右手舟状骨を骨折した影響で、ほぼ左手一本で実践を行っていた[2]。
- ポロリ復帰以降は基本的にはポロリ・ワサビのコンビで進行するが、数か月に1度2人のうちどちらかが休みとなり、ゲストプレーヤー1人を迎えての実戦を行う回がある。
- 実戦ホールはほぼ首都圏に限られるが、まれにスペシャルで他の地方でロケを行うこともある。特別編で大阪から実戦を行ったほか、レギュラー回では宮城県仙台市で収録が行われた。その仙台収録を機に、「今後は（ホールから）呼ばれたらどこの地方でも実戦する。」と明言している。
- 第156回より、出演者の衣装の肩の部分に「MONDO TV」のロゴが描かれたワッペンが装着されるようになった。肩越しに台の様子を撮影している時にワッペンの存在が確認出来るが、上着のみに装着されている場合は、上着を脱いで遊戯中の際だと見る事が出来ない。またポロリたちが頭部に装着しているヘッドセット（SHURE製のマイク）のネックストラップ部分のロゴにも小さいサイズのワッペンが施されている[3]。
- 第158回より、伊藤真一が新レギュラーとして登場。今後はポロリとワサビor伊藤の組み合わせでの進行になるが、時折ワサビ&伊藤の組み合わせの実戦もある[4][5]。
- 新レギュラー加入を機に第157回までの成績を振り返ったところ、総合収支がプラス987,000円である事が発表された。また個人成績の詳細は明かされていないが、ポロリの勝率は5割を割っているとのこと。[6]。
- 第161回から収支発表画面が画面スクロールではなく1画面にまとめて発表されるスタイルに変更された。複数台の実戦の場合は、画面が切り替わって表示されるようになった。

## 「常勝」とは
ここで言う常勝とは、「毎回の実戦で勝ちを収める」ことではなく、1週間、または1ヶ月といった長いスパンでの総合収支をプラスにすることを目標としている。
このことを守っていくための常勝三ヶ条がある。
1. 台の知識をしっかりと持つ
2. 無駄な投資をしない
3. 過度な希望や夢、妄想を抱かない

### 期待値
番組内で「期待値」という言葉がよく使用される。ストック機などでは、ある所定のゲーム数から打ち始め、所定のゲーム数で終了した場合の期待収支、その勝率などが期待値として活用される。
5号機の場合、基本的には設定ごとの機械割を利用する。閉店間際に打つ場合は残り時間などを加味して期待値を計算する。天井RT、CZまでのゲーム数などでも期待値を計算できる。ポロリは、「これらができれば、自然に勝てる。」、またワサビも「お店選びの際にゲーム数狙いをきちんとしていれば、それだけでも結構（プロとして）食っていける。」と発言している。

## 放送時間
- 2009年9月まで
  - 日曜24:00 - 24:30（初回放送）
- 2009年10月4日から
  - 日曜24:00 - 25:00（初回放送）

## 番組の流れ
- ホール入場前にオープニング、常勝三か条の確認。ここで朝一に狙う台を発表するが、客付きの状況や2人で相談した結果、直前で狙いを変更する場合もある。30分時代では朝実戦で打った台が好調な場合、午後実戦でも続けて打つことがあった。60分に放送拡大されてからは、1日同じ台で実戦することも多くなった。
- ホール入場。各々の狙った台で実戦をする。何かしらの台を打つときは必ずそれを打つ根拠を述べる。狙い台の変更（意図的に変更した場合や抽選により狙い台を取られてしまった場合など）がある場合もその旨を発表する。

- 前日あまり当たりが少なかった台に関して、翌日は高設定を入れる可能性が高いために積極的に狙う
- リセット挙動を見極め、設定変更台を狙う（前述の前日ハマリ台と併せて狙いを絞る）
- リセットすると高確率で当たりを引きやすくなる台（モンキーターンなど）
- 前日より宵越しで天井が狙える台を打つ
- 店の高設定を投入するパターンを予想し、台を狙う（目立ちやすいカド台、5台ぐらいの並びで高設定を固めて投入する場合はよく出ている台の隣や間の台、など…）

- 打つ最中、機種毎の情報、設定推測に役立つポイントをライターが紹介する。
- 台をやめる際にもその理由を述べる。

- 天井狙い、およびゾーン狙いを行い、ボーナスおよびARTを当選させた後（0ゲームやめ、もしくは高確ゾーンを抜けるゲーム数まで打った後やめる）
- 自分以外の台が当たっていて、店の高設定を投入するパターンからして打っている台が高設定ではないと判断できた場合（ただし出玉を持っている場合はその当たり台が空くまでやめないで続行し、当たり台への移動に備える場合もある）

- 実戦終了、今回の収支を発表。何を根拠にこの機種を打ったか、反省点はないか、などをまとめる。

## 出演者

### 現在のレギュラー
ポロリ
番組メインMC。後述する一時休養期間を除き、番組開始から出演。他のライターからは先輩にあたる。
バイソン、まりもから「MCをやってみたい」と希望があったため、番組を休んだことがある。
2011年3月にMONDO TV側から「パチスロの勉強をし直すように」と命じられ、第131回を最後に一時無期限休養に入るが、同年7月に休養を終えて第139回よりレギュラーに復帰。
ワサビ
2009年10月より登場。当初は準レギュラーだったが、2011年4月（第132回）よりレギュラーに昇格した。
立ち回りなどプロとしての姿勢は、ポロリからは絶大な信頼を受けているようで、ポロリの著書の中で対談した際にも「ワサビ君には学ぶべきところがある」という感想を持たれている。
伊藤真一
レギュラー前は第132回、第141回と2回出演していたが、第158回よりレギュラーとなった。通称はイトシン。MONDO TVのプロデューサーも「何か光るものを隠している」と見込まれてのレギュラー昇格となった模様。
いつも帽子をかぶっている。
瀬那歩美
番組開始当初よりナレーターを担当。番組開始から現在まで全ての回に（声のみだが）出演している唯一の人物である。
番組当初は真面目な口調でナレーションしていたが、回を重ねる度にユーモアに満ちたナレーションになっている。ただし実戦ホールの紹介はまじめに行っている。

### 過去のレギュラー
まりも
番組開始から2009年9月まで出演。
番組収録（実質前後半の1日）中に唯一、『主役は銭形』で10000枚獲得したことがある。
番組開始当初は細身だったが、番組が続くにつれどんどん太っていったため、ポロリからその点を皮肉られたことがある。
バイソン松本
番組開始から2009年9月まで出演。
「常勝理論ポーズ」の発案者。
ポロリが風邪で番組を欠席し急遽ピンチヒッターに呼ばれた際には、「きっともっとおいしいイベントがあったに違いない」というまりもの発言に対し、「（ポロリは）今頃人生の割を合わせている」など、普段の収録では見せない毒舌キャラを見せたこともある。
KONTA
2008年10月から2011年2月（第128回）まで出演。『パチスロ必勝ガイド』誌上のペンネームは「2番セカンド近田」または「近田プロ」。
2010年の年末より体調を崩し、年明け早々に入院（後にクローン病を発病していたことが明らかになる）。その入院生活が長引き番組収録に参加できなくなったため「一時休養」ということで番組を降板した。ただワサビは「体調が回復したら、必ず一度はゲストで呼ぶ」ことを明言し、退院後に収録された第137回（2011年6月放送）にゲストとして出演した。

### ゲスト出演したライター
（）は放送当時の所属名。
- KEN蔵（パチスロ必勝本）
- ララ（パチスロ必勝本）
- ウメミア（パチスロ攻略マガジン）
- 二階堂亜樹（日本プロ麻雀連盟）
- トニー（パチスロ攻略マガジン）
- レビン（パチスロ攻略マガジン）
- 梅屋シン（パチスロ必勝本）
- トム（ジャンバリ.TV）
- 阿久津主税（日本将棋連盟）
- 負男（パチスロ必勝ガイド）
- ガリぞう
- みさお
- 中武一日二膳（パチスロ必勝ガイド）
- 木村魚拓（パチスロ必勝ガイド）

この他にも、現レギュラーの伊藤真一が2回、元レギュラーのKONTAがゲストとして出演している。
またゲストではないが、収録中に別のイベントで同じホールに来店していたしんのすけ（パチスロ必勝本）が、遊戯中のポロリにれん乳モナカを差し入れした場面が放送されている。

## 目指せ! モンドパチスロライターへの道
MONDO TVが2012年6月1日に発表した新企画で、18歳以上のモンドモバイル パチ&スロの会員を対象として、モバイルサイトのライターを育成するという会員参加型企画。
モンドパチスロライターになった参加者は、年に数回ほどパチスロ常勝理論に参加する事が出来る。
詳細については外部リンクの節に記載された公式サイトを参照の事。